# Sanctus
A Sanctus (lat. 'Szent') keresztény liturgiai tétel, a szentmise állandó része. I. Damasus pápa állandósította a misében.

## Története
A 7. sz-ig a klérus énekelte a prefáció dallamát folytató egyszerű dallammal. A középkorban előénekesek és szkóla váltakozva, gazdagon díszített dallammal énekelték.

## Magyar szöveg
Szent vagy, szent vagy, szent vagy, mindenség Ura, Istene. Dicsőséged betölti a mennyet és a földet. Hozsanna a magasságban. Áldott, aki jön az Úr nevében. Hozsanna a magasságban.

## Latin szöveg
Sanctus, Sanctus, Sanctus, Dóminus Deus Sábaoth. Pleni sunt caeli et terra glória tua. Hosánna in excélsis. Benedíctus, qui venit in nómine Dómini. Hosánna in excélsis.

## Lásd még
- Liturgia
- Szentmise
- Diósi Dávid: Sanctus, Sanctus, Sanctus… Az izajási és a liturgikus Sanctus-szöveg közötti különbségek. In: Studia Theologica Trassylvaniensia 12 (2009), 335-353(letölthető:http://www.ceeol.com/aspx/authordetails.aspx?authorId=03fff9ac-1ffd-4062-aba2-8b4e0ff53c69%5B%5D).
- Diósi Dávid: A Sanctus éneklésének történeti háttere a kezdetektől a többszólamúság kialakulásáig. Egyházzene és liturgiatörténeti visszapillantás. In: Studia Theologica Trassylvaniensia 12 (2009), 23-62 (letölthető: http://www.ceeol.com/aspx/authordetails.aspx?authorId=03fff9ac-1ffd-4062-aba2-8b4e0ff53c69%5B%5D).
- Diósi Dávid: A Sanctus-ének ószövetségi gyökerei. Az Is 6,1–4 perikópa liturgikus szempontú elemzése. In: Magyar Egyházzene (Budapest) 17 (2009/2010), 9–24.